# 디어후프
디어후프(Deerhoof)는 1994년 샌프란시스코에서 결성된 미국의 노이즈 록 밴드이다. 밴드는 존 디트릭과 마쓰자키 사토미, 에드 로드리게스, 그랙 소니어로 구성되어 있으며 2012년까지 11장의 정규 음반을 발매했다.

## 음반 목록
- 《The Man, the King, the Girl》 (1997)
- 《Holdypaws》 (1999)
- 《Halfbird》 (2001)
- 《Reveille》 (2002)
- 《Apple O'》 (2003)
- 《Milk Man》 (2004)
- 《Green Cosmos》 (2005)
- 《The Runners Four》 (2005)
- 《Friend Opportunity》 (2007)
- 《Offend Maggie》 (2008)
- 《Deerhoof vs. Evil》 (2011)
- 《Breakup Song》 (2012)